# Astronidium carolinense
Astronidium carolinense är en tvåhjärtbladig växtart som först beskrevs av Ryozo Kanehira, och fick sitt nu gällande namn av Markgr.. Astronidium carolinense ingår i släktet Astronidium och familjen Melastomataceae. Inga underarter finns listade i Catalogue of Life.